# Popoq
popoq（ポポキュウ）は、日本・群馬県のロックバンド。所属レーベルはコドモメンタルINC.。
2022年9月9日より無期限の活動休止

## メンバー
- 上條渉（Vo, Gt）[1]

### 旧メンバー
- オグラユウキ（Ba, Cho）(-2020年9月9日)
- 右京（Dr, Cho）(-2020年9月9日)

## 来歴
2013年
10月、結成。
2016年
6月、1st e.p.「Othello」発売。
12月、RO69 JACK COUNTDOWN JAPAN 16/17 入賞。
2017年
4月、2nd e.p.「Metropolis」発売。
7月、-UK.PROJECT オーディション2017-「Evolution！Generation！Situation！Vol.2」ファイナリスト。
2018年
3月、3rd e.p.「Pure」発売。
初のツアー「the Impluse of “Pure”」 敢行。
12月、1st single「echo」発売。
2019年
7月、コドモメンタル.INC より初の全国流通盤1st Mini Album「Essence」をリリース。
8月、1st Mini Album「Essence」リリースツアー「the Impluse of “Essence”」を開催。
12月、初のワンマンライブ「FANTASY」敢行。
2020
1月、配信シングル「topia」リリース。
6月3日、ミニアルバム『Crystallize』リリース。
2021
7月14日、1stフルアルバム「00」発売。
2022
9月9日、無期限の活動休止。右京(Dr.) 、オグラユウキ(Ba.)がpopoqを脱退。

## ディスコグラフィー

### 配信限定single
|  | 発売日        | タイトル | 収録曲      | 出典   |
|  | ------------- | -------- | ----------- | ------ |
|  | 2018年12月5日 | Burden   | 1. topia    | [ 10 ] |
|  | 2022年4月10日 | teardrop | 1. teardrop | [ 12 ] |

### ミュージックビデオ
| 公開日     | タイトル | 備考                      |
| ---------- | -------- | ------------------------- |
| 2017/10/16 | siesta   | 2nd e.p. 「Metropolis」   |
| 2018/02/16 | melt     | 3rd e.p. 「Pure」         |
| 2019/07/09 | solaris  | 1st Mini Album「Essence」 |
| 2019/12/05 | essence  | 1st Mini Album「Essence」 |
| 2020/07/26 | crystal  | Album『Crystallize』      |